# Deserie Baynes
Deserie Baynes (n. 11 septembrie 1960, Mildura⁠(d), Victoria, Australia) este o trăgătoare de tir ce a reprezentat Australia, medaliată olimpică. A participat la două ediții ale Jocurilor Olimpice (1996, 2000) în care a câștigat o medalie de bronz.